# Huis Anjou-Sicilië

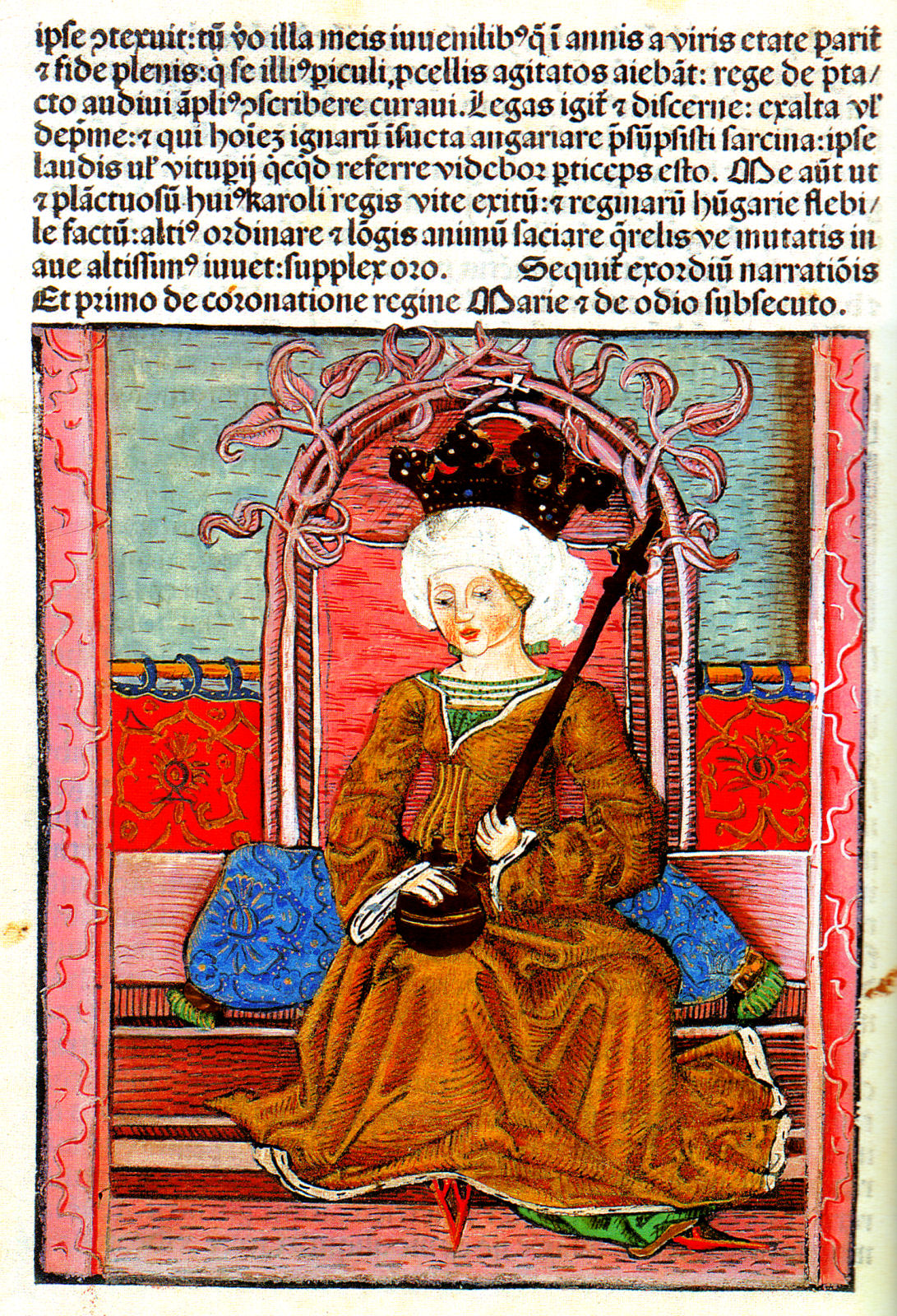
Middeleeuwse afbeelding van koningin Maria van Hongarije (1370-1395)

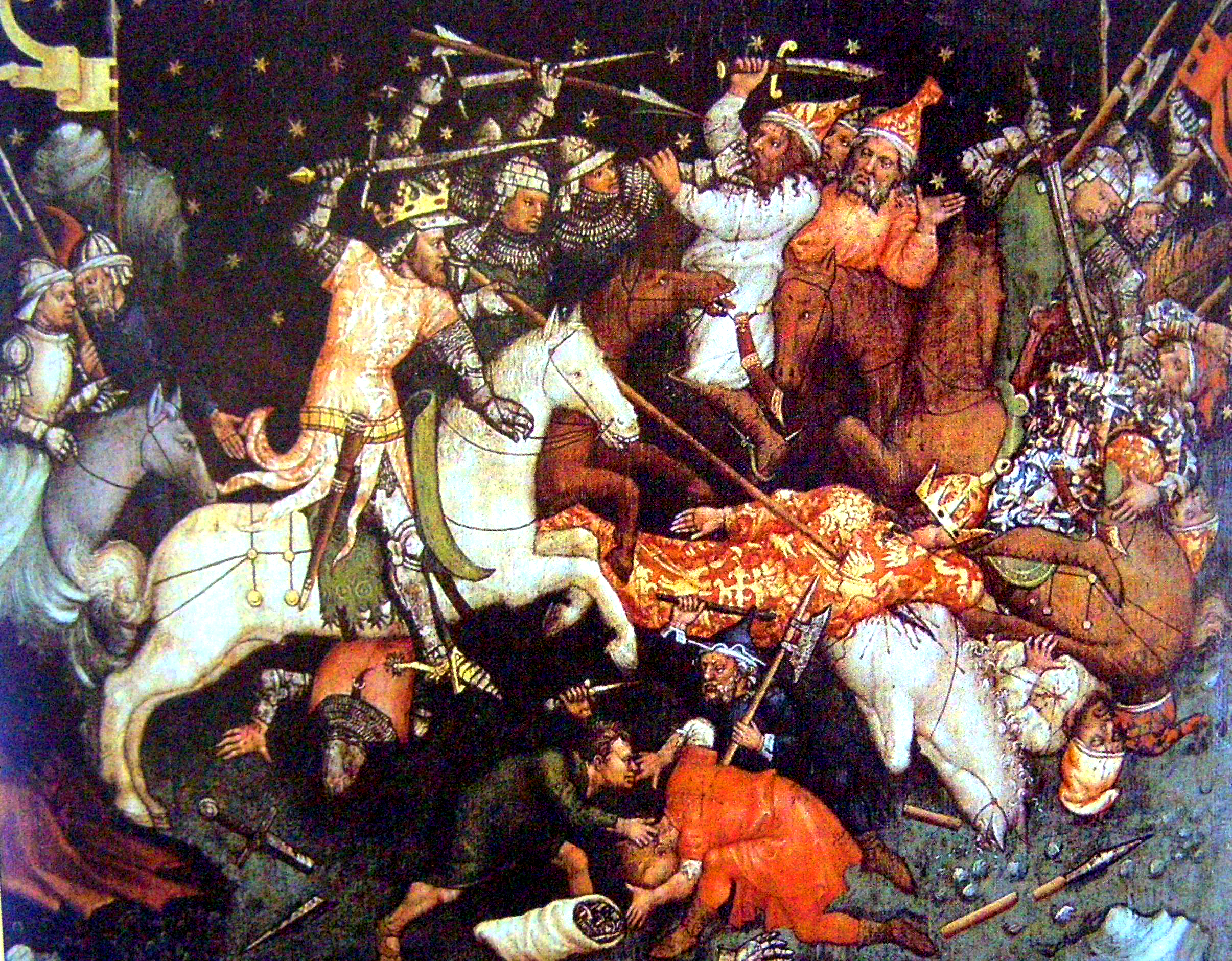
Veldslag tussen de huizen Árpád en Anjou (1320-40)

Het huis Anjou-Sicilië of huis Capet-Anjou was het koningshuis van Napels en Sicilië van 1266 tot 1435. In de 13e en 14e eeuw zat het huis ook op de troon van Polen en Hongarije. Daarnaast regeerden leden van het huis ook over een aantal hertogdommen, waaronder Anjou, Lotharingen en Provence, en waren titulair koning van Jeruzalem en titulair keizer van het Latijnse Keizerrijk.
Het huis was een zijtak van het Franse koninklijk huis Capet. De stamvader Karel van Anjou, zoon van koning Lodewijk VIII van Frankrijk, werd in 1266 door paus Clemens IV aangesteld als koning van Sicilië en Napels. Karel verloor Sicilië weer aan Aragón in 1282 maar behield Napels. Zijn nakomelingen bleven op de troon van Napels tot 1435.
Een zijtak van het Huis Anjou-Sicilië zat op de troon van Hongarije (1308–1395) en Polen (1370–1399). Dit huis werd gecreëerd toen Karel Martel van Anjou (1271-1295) door de paus werd benoemd tot titulair koning van Hongarije. De eerste echte koning van Hongarije was Lodewijk I van Hongarije (1326-1382), die ook koning van Polen was. De zijtak van Anjou-Sicilië bleef op de troon van Hongarije tot 1395, toen Maria van Hongarije kinderloos stierf.
De directe lijn van het huis Anjou-Sicilië stierf uit in 1382 toen Johanna I van Napels kinderloos stierf. Hierna werd de troon betwist tussen het huis Valois-Anjou en het huis Anjou-Durazzo. Het huis Valois-Anjou was een zijtak van het huis Valois, gecreëerd toen Johanna Lodewijk I van Anjou, een zoon van koning Jan II van Frankrijk, adopteerde als troonopvolger. Johanna had echter ook haar neef Karel II van Hongarije als troonopvolger geadopteerd. Karel liet Johanna in 1382 doden, en zijn lijn (het huis Anjou-Durazzo) vocht 50 jaar lang om de troon van Napels met het huis Valois-Anjou, tot Johanna II van Napels in 1422 een vredesakkoord sloot met Lodewijk III van Anjou waarbij Lodewijk tot haar troonopvolger werd benoemd. Na Johannas dood in 1435 stierf het huis Anjou-Sicilië  uit en kwam Lodewijks zoon René I van Anjou op de troon.

## Monarchen van het huis Anjou-Sicilië
- Karel van Anjou (1227-1285), koning van Sicilië en Napels
- Karel II van Napels (1254-1309), koning van enkel Napels door het verdrag van Caltabellotta (1302)
- Karel Martel van Anjou (1271-1295), titulair koning van Hongarije
- Robert van Napels (1277-1343), koning van Napels
- Karel I Robert van Hongarije (1288-1342), titulair koning van Hongarije
- Clementia van Hongarije (1293-1328), koningin van Frankrijk
- Lodewijk I van Hongarije (1326-1382), koning van Hongarije en Polen
- Johanna I van Napels (1328-1382), koningin van Napels
- Hedwig van Polen  (1371/1374 - 1399), koningin van Polen
- Karel III van Napels (Karel II van Hongarije) (1345-1386), koning van Napels, Hongarije en Kroatië
- Ladislaus van Napels (1376-1414), koning van Napels
- Maria van Hongarije (1370-1395), koningin van Hongarije
- Johanna II van Napels (1373-1435), koningin van Napels

## Heilig verklaard
- Helena van Anjou (1230-1314), koningin van Servië
- Ludovicus van Toulouse (1274-1297), bisschop van Toulouse
- Hedwig van Polen  (1371/1374 - 1399), koningin van Polen

|  |  |  |